# Gornja Dolina
Gornja Dolina (cyr. Горња Долина) – wieś w Bośni i Hercegowinie, w Republice Serbskiej, w gminie Gradiška. W 2013 roku liczyła 97 mieszkańców.